# アーレン (ノルトライン＝ヴェストファーレン)
アーレン (ドイツ語: Ahlen [ˈaːlən], 低地ドイツ語: Aolen) は、ドイツ連邦共和国ノルトライン＝ヴェストファーレン州ミュンスターラントに位置するヴァーレンドルフ郡南部の中規模郡都市である。ミュンスター行政管区に属す同郡最大で経済的に最も重要な都市である。
バーデン＝ヴュルテンベルク州の都市アーレン (ドイツ語: Aalen) と混同しないよう注意が必要である。

## 地理

### 隣接する市町村
アーレンは、ゼンデンホルスト、エニガーロー、ベックム、リッペタール、ハム、ドレンシュタインフルトと境を接している。

### 市の構成
- アーレン市街（中核市区）ボールバイン、ブロックハウゼン、エスター、エストリヒ（以上は旧アルトアーレン）およびハレーネ、ローゼンダール（以上は旧ノイアーレン）を含む
- ドルベルク
- フォアヘルム: バロック様式の聖アントニウス礼拝堂があるテンニスホイスヒェンを含む

## 歴史

### 古代
本市の名称は、850年頃に Vita Liudgeri II に初めて記録されている。地名の意味や、地名との関連した「翼のあるウナギ (ドイツ語: Aal)」という紋章のデザインについては明らかになっていない。この集落の起源は、ヴェルゼ川の徒渉地の入植地であり、2つの重要な街道の分岐点であると同時に第3の街道の出発点であった（ハム - アーレン - ヴァーレンドルフ、ベックム - アーレン - ヘルベルン、アーレン - ミュンスター）。1世紀の時間をかけてゆっくりと成長したこの入植地はやがて司教の荘園となっていた。教会城砦の保護の下、職人や商人が住み着き、農民や荘園の住人との商売で生計を立てていた。12世紀後半にこの街の遠距離交易が始まり、例えば13世紀のリューベック商人の会計簿にアーレン商人の名前が現れる。この頃に5つの楼門を持つ市壁の建設（1271年）も行われた。アーレンは北ドイツハンザの加盟者であった。この都市防衛施設の解体は1765年に始まり、1929年にその最後の遺構が取り壊された。
本市は13世紀に急速に発展した。1285年頃に住民が大幅に増加したため、「古い教区教会」（聖バルトロメウス教会）の近くに「新しい教区教会」（聖マリエン教会）が創設された。これにより新旧2つの教会区が並立した。この発展の結果、アーレンは当時のヴェストファーレン18大都市の1つに数えられるようになった。新市街では流入した移民によってアッカービュルガー層（都市に住む農民層）が形成された。この街の隆盛は14世紀にヨーロッパ全土で荒れ狂ったペスト禍によって幕を閉じた。1389年の住民台帳にはわずかに63家族が記録されているだけである。1454年にやっと、1300年頃と同程度の212家族が住民リストに記載された。この頃までに市には4つの街区が設けられていた。これらはそれぞれが面する市門にちなんで名付けられ、いずれもほぼ同じ広さであった。各街区は、それぞれ該当する市門と市壁部分の管理責任を負い、さらに共同地の放牧権を管理する放牧組合を結成した。1454年頃、アーレンには7つの貴族家と司教の城兵館の職員が住んでいた。

### 近世の始まり
近世の始まりに、アーレンおよびその周辺部に位置したメヒェルンの所領に関して1世紀に及ぶ相続争いが勃発した。メヒェルン家では、コンラート・フォン・メヒェルンが1246年に初めて記録されている。15世紀末頃にこれとは別の、この家系最後の男性となったコンラート・フォン・メヒェルンが亡くなり、母親のギゼーラ・フォン・デア・ジュンガーが遺領を相続した。彼女はメヒェルン家の未亡人で、ギンプテ家の出身であった。アーレンからフォアヘルムを含みヘトマールやエルデに至る所領の所有権と司法権は1491年にランベルト・フォン・エール・ツー・カーケスベックに売却された。これがエール家とアッシェベルク家との間の相続争いの元となった。ランベルト・フォン・エールはメヒェルンの所領を1519年に息子のヘルマン・フォン・エール・ツー・ブルッフに譲った。1528年5月1日の流血沙汰のフェーデの後にベルント・フォン・エールとゴットフリート・フォン・ハールメン・ツー・ホルネとの間で和議が結ばれ、相続争いは終結した。この家系の名称は、現在も市の郷土博物館が入居している「エールホーフ」という名称に見ることができる。
同じ頃、市は3度（1505年、1551年、1592年）のペストの流行によって多くの住民を失った。レプラも多くの住民の命を奪った。1571年に市長と議会はレプラ専門病院の建設を決議した。壊滅的な大火災（1483年、1668年、1744年）が市の繁栄をさらに衰退させた。

### 魔女裁判
1574年から1652年までのアーレン市の記録には、約20件の魔女裁判が記載されている。魔女裁判は、1574年に4人の女性の死によって始まった。1615年ペーター・クライカンプが人狼であると告発され、拷問された上、生きたまま薪の山の上で火あぶりにされた。1616年、クリスティアン・ツーム・レーが妖術を使ったとして告発され、獄中で精神錯乱に陥り、死亡した。知られている最後の魔女裁判は、1652年にアンナ・ザデラースに対して行われた。彼女は拷問を受け、斬首され、薪の山の上で焼かれた。

### 1815年、プロイセンへの移行
1803年にミュンスター司教領とともに、この街は初めてプロイセン領となった。同じ年にプロイセン政府が行った最初の人口調査では、1,854人が記録されている。この頃、戦術の変化によって都市防衛施設はその機能を果たせなくなっており、一部が取り壊された。曲折を経て1815年に最終的にプロイセン領となったことにより、この街は新たな発展を遂げ、人口が急速に増加した。1871年の人口 3,535人が住む農民都市から1964年には人口 44,203人の中規模工業都市に成長した。また、この街にとって重要な意味を持つ多くの技術的・経済的成長がなされた。1846年から1847年にアーレンを通る鉄道ケルン - ミンデン線が建設された。これにより本市は、周辺の他の都市に比べ、立地や移動の点で有利となった。鉄道建設自体も、特にヴェストファーレン南部やアイフェル地方から多くの鉄道工事従事者が流入することにより、この街に一時的ながら活気をもたらした。しかしその反面、社会的衝突も生じた。鉄道路線の完成後にこの街に留まった移住労働者はわずかで、ラーヴェンスベルク地方からの労働者が多くを占めた。

### 第一次工業化
工業化の最初のフェーズは1880年頃のストロンチアン石の採掘と金属加工業者の設立（ケルクマン兄弟の板金工場および錫メッキ工場、1863年）によって始まった。特にストロンチアン石採掘はアーレン住民に特に波乱に富んだ時代、「シュトルンツ (Strunz)」時代をもたらした。ストロンチアン石採掘の最盛期はわずか10年ほどであった。アーレンの鉱山に集まった多くの労働者（約650人）は、故郷（その多くはやはりアイフェル地方であった）に帰るか、盛んになった金属加工業者に職を見つけるかした。この街は、ラインラント、ザクセン、フォクトラント、テューリンゲン、ハルツ、ボヘミア、シレジア、オーバープファルツ、フランケン、オーバーバイエルンからの有能な専門家を募集することで、エナメル製品の製造に特化し、型抜き・エナメル業が盛んになり、名声を確立した。1892年に5つの工場が存在していたが、1968年には20工場になった。こうした「ペットケス」工場（エナメル工場の方言）の労働は、主に流入した地方住民によって行われていた。エナメル産業のほかに、機械工場、器具工場、製靴工場、木材加工業者が設立された。かつてアイフェル地方からやって来て、故郷へ帰る移住者の波に乗ってアーレンの工場からエナメル製品が活発に取引されるようになった。
1904年に「新教会区」はネオゴシック様式の新しい教会堂を建設した。このマリエン教会は現在もアーレン最大の教会で、高さ約 75 m の西塔はこの街の象徴的建造物となっている。歴史的に重要なのは、ロマネスク様式の南玄関およびマリア・ローゼ修道院から由来する洗礼盤とペスト十字である。

### 第二次工業化

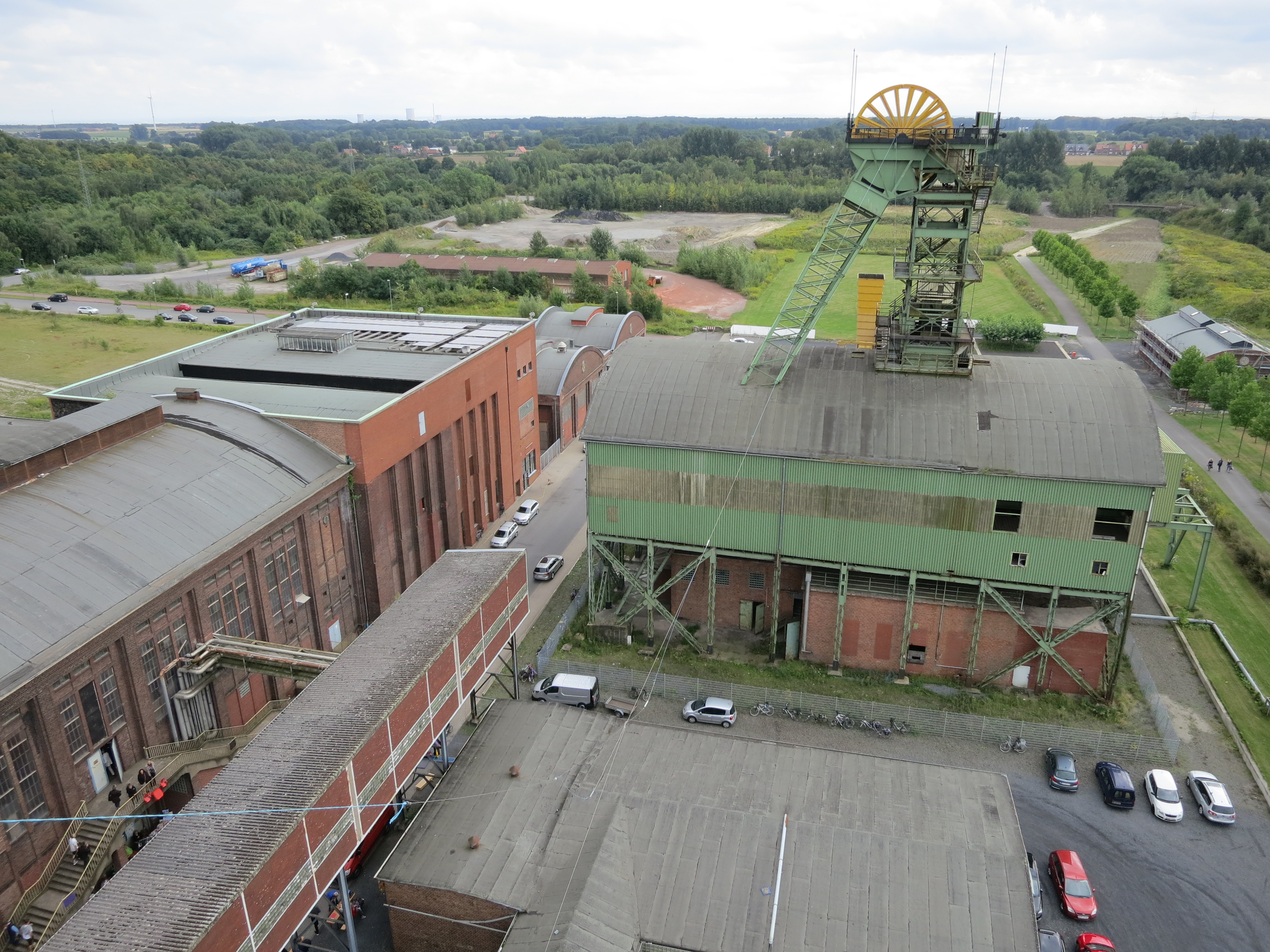
ヴェストファーレン鉱山

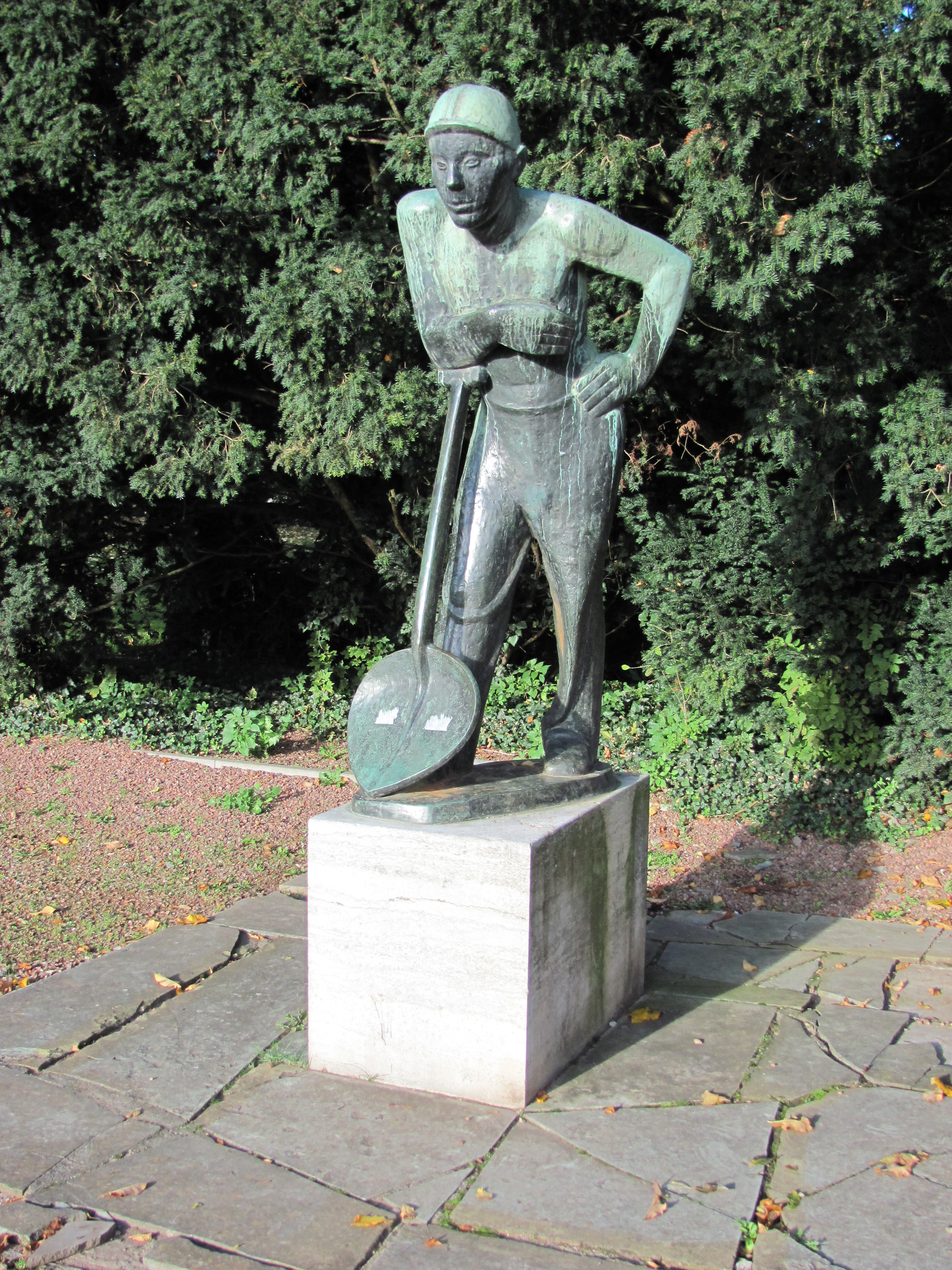
鉱山労働者の記念碑

工業化の第2フェーズは、ヴェストファーレン鉱業会社によるルール地方東端の炭坑開発によって始まり、この町の発展にとって決定的に重要であった。必要な土地の取得は1907年に行われた。
1909年に鉱山鉄道が完成し、二重坑道施設の本来の坑道掘削作業が始まり、1913年に完成した。同時に、保護文化財に指定されている鉱山集落ノイシュタットをはじめとする移住労働者のための就労集落（「コロニー」とも「鉱山集落」とも呼ばれる）が建設された。1912年と1913年だけで、この街は約 5,000人の移住者を獲得した。ヴェストファーレン鉱業の従業員は約 1,200人であった。その移住元は広い範囲に分布している: 36 % がヴェストファーレンを中心とするドイツ西部、31 % がドイツ東部、19 % が国外であった。ドイツ北部、中部、南部からの移住労働者はわずかで、主な出身地はポーゼン州であった。
外国人労働者では、ポーランド人、チェコ人、スロヴェニア人、クロアチア人、ハンガリー人、イタリア人、オランダ人が多かった。第一次世界大戦中にはこれに加えて、410人の戦争捕虜も鉱山労働に従事させられた。その後数十年にわたり鉱山はこの街の経済的吸引力となった。この事業の拡大は、さらなる移住者を呼び込んだ。1936年から1937年にドルベルクに第3の坑道が設けられた。1939年までにドイツ全土および21か国から延べ 8,298人の移住者を得た。その中で、大きなポーランド人のグループは独自の生活スタイルを営んだ。
住民構造の急速で徹底的な変化は、この街の政治活動にも影響を及ぼした。1870年にはドイツ中央党の重要な支持基盤であったアーレンにおいて、「石炭時代」の1919年の自治体選挙で社会民主党が票の 1/3 を獲得した。市民政党が分裂し、共産主義政党が成立すると、中央党は（社会民主党もだが）急速に影響力を失った。1921年に、アーレン鉱山の労働者で政治活動の実績があるマックス・ライマンがドイツ共産党の地域代表者となった。坑夫の劣悪な社会環境に対して彼は、この頃、ストライキやデモを頻繁に繰り返した。こうした活動は、本市の政治勢力にも影響を及ぼさずにはおかなかった。1929年の市議会議員選挙で、共産党は 24.4 % の票を獲得して、第一党に躍進した。この頃、次のような標語が喧伝された: 「アーレンとハムボルンが平静ならば、ドイツ全土が平静だ」。

### 国家社会主義と第二次世界大戦
国家社会主義の時代について、旧ユダヤ人学校跡の広場に建つ記念碑の銘が以下のように語っている:
国家社会主義的な狂信的人種差別が、「水晶の夜」と名付けられた1938年11月9日から10日にかけての夜の国家社会主義者による惨劇を引き起こした。
この夜、アーレンのシナゴーグは国家社会主義者によって冒涜され、放火された。ユダヤ人たちは殴られ、住居は壊され、商店は粉砕された。ユダヤ人のジークムント・シュピーゲル（62歳）はこの夜、ヴィルヘルム通りで殺された。彼はナチの手先によって殺害された。ヴィルヘルム通り14番地の郷土博物館の上部にこの犯罪を記憶する記念板が掲げられている。郷土博物館前の広場にはジークムント・シュピーゲルにちなむ名がつけられている。
1938年11月の排斥行動後、ドイツ国内の多くの市長が自らの市を「ユダヤ人フリー」であると宣言した。しかし1年後の1939年11月14日になってやっとアーレン市の市議会において、調査責任者（第1副市長のハイナートであった）が「第3点: ユダヤ人について」として、「2人のユダヤ人女性 U... 夫人と N... 夫人を最後にアーレンからユダヤ人がいなくなった」と報告した。
ヴェストファーレンのある都市の忘れられたユダヤ人社会の痕跡を記した著作『アウシュヴィッツへの道はアーレンからも始まる』の中で著者の H.-W. グンメルスバッハは次のように述べている。「1944年9月になってアーレンのユダヤ人女性が1人逮捕された。」そして以下のように続けている「その手紙は、アーレンの医師と結婚したユダヤ人女性の苦難の道を物語っている。彼女は1939年11月の市当局の命令に従わず、家族の元に留まっていた。彼女、グレーテ U. は最終的に1944年9月に逮捕されたが、強制収容所に送致される前に危険な逃走によって脱出できた。」数人が追跡をかわして逃走し、わずかな者だけがホロコーストを生き延び、大多数がジェノサイドの犠牲となった。

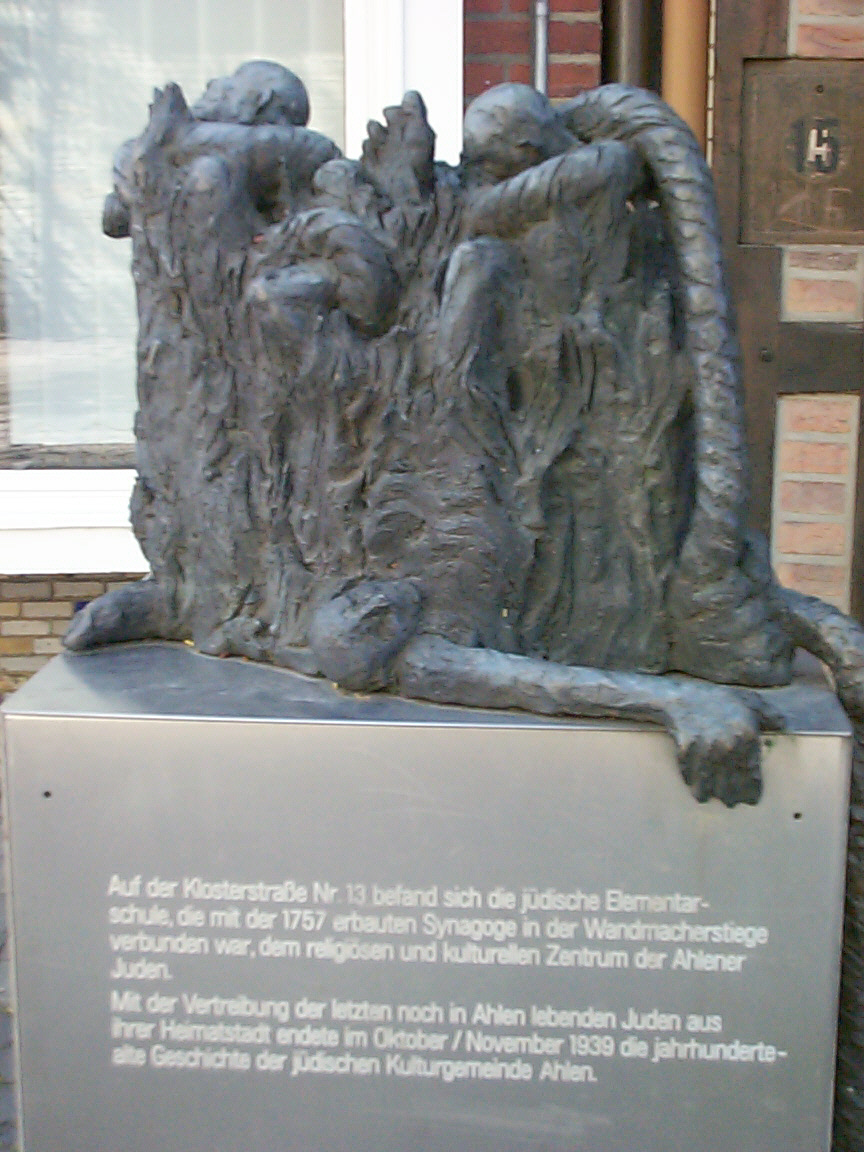
第三帝国のホロコースト犠牲者のための記念碑

戦時中、1943年にアーレンは野戦病院の所在都市となり、終戦時には1800人の負傷者を収容していた。野戦病院は、1942年には本来の機能を果たさなくなっていた聖ミヒャエル修道院の建物、現在の司教区立ギムナジウムにあった。空爆の激化によって、多くの被爆者が被害を受けていない小都市や田舎町に移された。アーレンはその助力に基づき、ゲルゼンキルヒェンおよびアーヘンの保護・援助都市となった。1944年9月9日、合計1,461人の本市への大疎開が記録されている。しかしアーレン自身も戦争による損害を被っている。1940年6月以降45回の空爆を受け、300人近くが命を落とした。最も激しい空爆は1944年3月23日で約1,000発の爆弾が鉱山の建物やこれに隣接する労働者の住居集落に投下された。この爆撃で193人が死亡、250人が負傷、約600人が住まいを失った。終戦時には、市の面積の約 5 % が破壊されており、特に鉱山労働者のコロニーは最も頻繁に攻撃目標にされた。第二次世界大戦では、1200人のアーレン住民が様々な戦線で戦死し、295人が空爆で死亡した。
1945年3月31日、軍医長のパウル・ローゼンバウムは無防備都市宣言を表明してアーレン市を無抵抗でアメリカ軍に開城した。この勇気ある決断のおかげでさらなる破壊が回避された。
第二次世界大戦によって、鉱山の幹部職員は約 27 % 減少したが、全従業員数は約 36 % 増加した。これは、郊外の外国人収容所に収容されていた戦争捕虜や連行された一般市民と、兵役に就いていたドイツ人坑夫との交換によるものであった。終戦時、アーレンには 26か所の収容所に 5,971人の外国人労働者がいた。1945年秋に強制労働者や捕虜が送還されるまで、多くの報復行為が一般住民に対してなされた。

### 第二次世界大戦後
1946年から1947年にかけての冬に、イギリス管理地区の CDU地区委員会は党の綱領に従った方針についての議論をアーレンの聖ミヒャエル修道院（現在のギムナジウム）で行った。これと関連して、ドイツにおける新たな政治エリート教育のための教育課程が設けられた（コンラート・アデナウアー - ヤーコプ・カイザー）。このプログラムの名称がアーレン市と結びついていることは、この街の政治的伝統（中央党）と必然的に結びついたものではなく、おそらく偶然であった。それでもこの会議の建物自体は、このプログラムの内容を暗示する意図があったことを意味している。
1947年2月1日から3日のアーレンでの集会で地域委員会は以下の声明を発表した（以下は序論部分）。
資本主義経済システムはドイツ国民の国家的および社会的関心事に対して適切でない。犯罪的な強権政治の結果もたらされた、恐ろしい政治的、経済的、社会的崩壊の後、根本的な体制の刷新がなされるべきである。この社会的、経済的新体制の内容と目標は、資本主義的な利潤や権力の追求ではなく、我々国民の幸福にこそある。ドイツ国民は、公共経済的秩序に基づき、人々の権利と尊厳に則って、国民の精神的・物質的拡充に貢献し、国内外の平和を護る経済・社会体制を整えるべきである。
都市生活は他のできごとによって決まっていった: 1945年11月5日から1946年8月15日まで、アーレンには当時のベックム郡のための一時的通過収容所が設けられていた。この頃、70本の難民移送列車がこの街に到着した。この街は1950年までに約4,000人の故郷を逐われた人々、特にシレジアや東プロイセンの人々を受け容れた。難民の流入は、鉱山と並んで構造変革の最も重要な因子であった。既存の工業系企業は従業員を大幅に拡充し、他方で難民主導によりそれまでニッチであった経済領域で新しい産業が興った。
1950年代の経済状況改善に伴い、大規模な建設工事も行われた。市の南部に広大な「オストドイチェス・フィールテル」（東部ドイツ街）が設けられた。この街区は、住民にちなんで名付けられた。ヴェストファーレン鉱業の第V坑の坑夫のための住宅（1953年 - 1956年）、ヴェストファーレン兵舎（1958年 - 1961年）、公共施設や教会施設（市立ギムナジウム、屋内プール、クリストゥス教会、パウルス教会）などの建設工事が行われた。ドイツ経済の奇跡は、アーレンにおいても就職口の過剰を招いた。州の機関による仲介や、経済団体の主導によって、1960年から1965年までに合計約 1,000 人の「ガストアルバイター」がアーレンにやって来た。人口は1945年の 29,322人から1969年には 44,203人にまで増加した。1969年のアムト・アーレンの合併によってこの街の人口は 5万人を超えた。
1996年に小さな2つのクラブが合併して成立したアーレンのサッカークラブ LR アーレンは、2000年から2006年までブンデスリーガ2部に所属した。このリーグから降格した後、2006年5月31日の臨時総会で、メインスポンサー撤退のためロート・ヴァイス・アーレンと改名した。アーレナー SG のハンドボール部門は、1999年にブンデスリーガ2部に昇格した。2005/2006年シーズンには 2位となったが、ブンデスリーガ1部への昇格は果たせなかった。
アーレンは、2000年に閉山されたヴェストファーレン鉱山で知られている。

### 市町村合併
アムト・アーレンの市町村（アルトアーレン、ドルベルク、ノイアーレン）が1969年7月1日に合併した。1975年1月1日にフォアヘルムがこれに加わった。

### 人口推移
人口約55,000人のアーレンは、ヴァーレンドルフ郡最大の都市である。人口の 13.3 % が外国人（2015年12月31日 現在）であり、ドイツ全土の外国人比率 11.1 % よりもかなり高い。最も多いのがトルコ人で、このほかに高い比率を占めるのがバルカン半島出身者、旧東欧地域の出身者、ロシア人である。住民の 27.3 % が移民を祖先に持つ（2009年12月31日 現在）。これらのことから、アーレンはノルトライン＝ヴェストファーレン州で移民比率が高い都市トップ15に含まれる。これはヴェストファーレン鉱山の労働者としてトルコ人の労働力を募集し、その多くがアーレンに定住し、家族を呼び寄せたことに起因している。アーレン住民の 18.1 % が15歳以下であるという数値は、ドイツ平均の 8.2 % に比べてかなり解離しているが、これは移民系家族に子供が多いことによっている。失業率は 5.4 % で比較的低い。
| 年   | 人口（人） |
| ---- | ---------- |
| 1214 | 1,200      |
| 1400 | 1,300      |
| 1803 | 2,000      |
| 1840 | 2,400      |
| 1850 | 3,000      |
| 1871 | 3,500      |
| 1885 | 4,700      |
| 1900 | 6,500      |
| 1905 | 8,100      |
| 1910 | 10,700     |
| 1913 | 15,200     |
| 1914 | 17,835     |

| 年   | 人口（人） |
| ---- | ---------- |
| 1933 | 25,000     |
| 1938 | 26,000     |
| 1944 | 29,200     |
| 1961 | 40,485     |
| 1964 | 44,200     |
| 1969 | 50,864     |
| 1970 | 49,716     |
| 1974 | 51,148     |
| 1975 | 54,889     |
| 1980 | 54,000     |
| 1985 | 52,400     |
| 1988 | 52,700     |

| 年   | 人口（人） |
| ---- | ---------- |
| 1992 | 54,696     |
| 2010 | 53,414     |
| 2012 | 51,877     |

## 行政

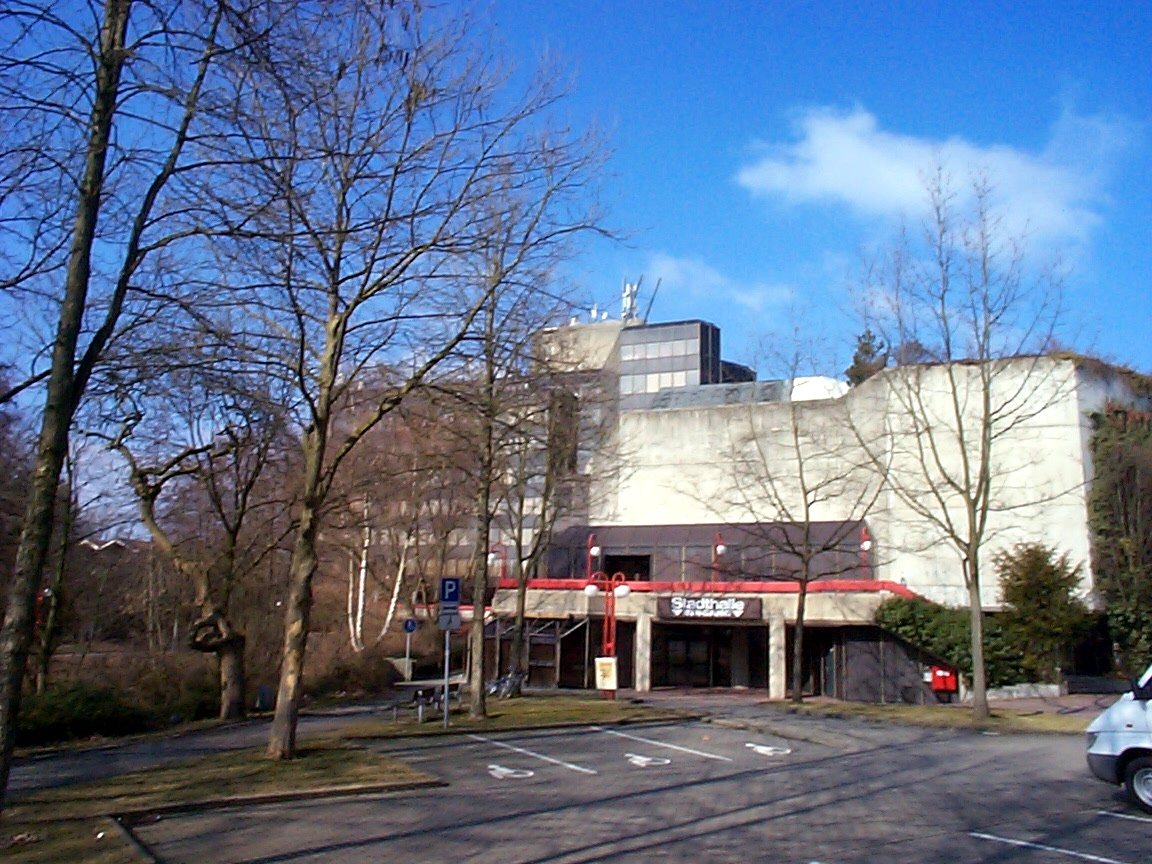
アーレン市庁舎

### 市議会
アーレンの市議会は、2014年5月25日に選出された。投票率は 48.2 % であった。

### 紋章
図柄: 赤地に、金の冠を被り、7枚の翼を持ち内側に曲がった銀のウナギ。紋章の上には、3本の塔を持ち、門を有する城壁型のクレスト。最も古い印章は、市門の中に敬虔な身振りのウナギ、その上に聖バルトロメウスが描かれている。この聖人はアーレンの守護聖人である。この印章は13世紀から現れる: 1255年5月21日の文書「アーレン市からケルン市に宛てたラントフリート協約」である。17世紀以降は、市の紋章にも印章にもウナギだけが描かれるようになった。現在の形の紋章は、1910年12月5日にプロイセン政府によって承認された。

### 姉妹都市
アーレンは以下の都市と姉妹都市関係にある:
- テンペルホーフ＝シェーネベルク区（ドイツ、ベルリン）
- テルトー（ドイツ語版、英語版）（ドイツ、ブランデンブルク州）
- ペンツベルク（ドイツ、バイエルン州）
- ディフェルダンジュ（ドイツ語版、英語版）（ルクセンブルク）

アーレンは、新ハンザ同盟に加盟している。

### 市長
専任職となった1996年以降の市長を列記する。
- 1996年 - 1999年　ギュンター・ハルムス (SPD)
- 1999年 - 2015年　ベネディクト・ルーメラー (CDU)

2015年のノルトライン＝ヴェストファーレン州自治体選挙でアレクサンダー・ベルガー（無所属、CDUおよび FDP推薦）は、決選投票で 50.9 % の票を獲得して、ベネディクト・ルーメラーの後任に選出された。

## 経済と社会資本

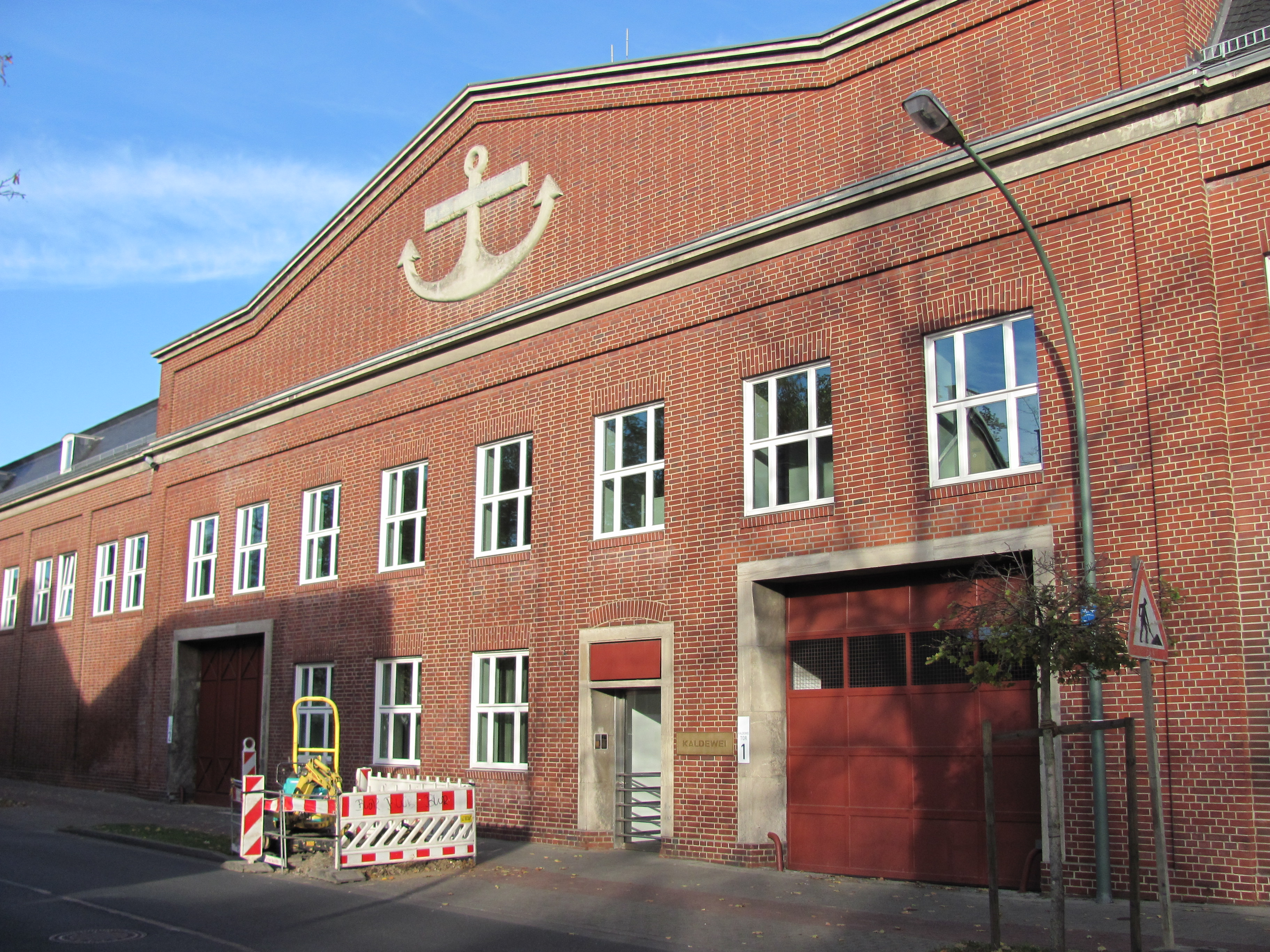
フランツ・カルデヴァイ本社

### 企業
世界最大級の浴槽メーカーの1つフランツ・カルデヴァイ GmbH & Co. KG と、2012年に投資グループのクアドリガ・キャピタルとブレーガル・キャピタルに買収されたドイツの消費財企業 LR ヘルス＆ビューティー・システムスがアーレンで最も有名な企業である。このほかにこの地域の有力企業としては、従業員数 2,300人を超えるヴィンケルマン＝グループやドイツ本社をアーレンに置くハワース社がある。

### 連邦軍
アーレンの南西、ハンマー通り沿いにヴェストファーレン兵舎がある。この連邦軍の敷地は、1959年から2004年まで第19装甲擲弾兵旅団が、2006年11月までは第192装甲擲弾兵旅団がその隷下にある6中隊とともに駐屯していた。その解散後は、隣接するハムから第22衛生連隊がアーレンに移動した。2011年10月に、連邦軍の包括的組織変更に伴って、第22衛生連隊は廃止された。これに替わって、第3徴兵中隊と第7教育大隊がヴェストファーレン兵舎に入った。これにより、勤務者は760人から860人に増加した。
アーレン市内のその他の連邦軍の土地としては、グラスカンプ旧動員基地（現在は器材倉庫）、国外派兵される兵士の訓練に利用される X線幕舎（旧StOMunNdlg Oestrich）がある。

### 交通

#### 道路
アウトバーンについては、アーレンの東と南東それぞれ約 10 km にA2号線、約 20 km 西に A1号線のインターチェンジがある。連邦道 B58号線が市内を東西に貫いている。

#### 航空
ドルトムント空港およびミュンスター/オスナブリュック空港が、それぞれ 45 km、65 km の位置にある。

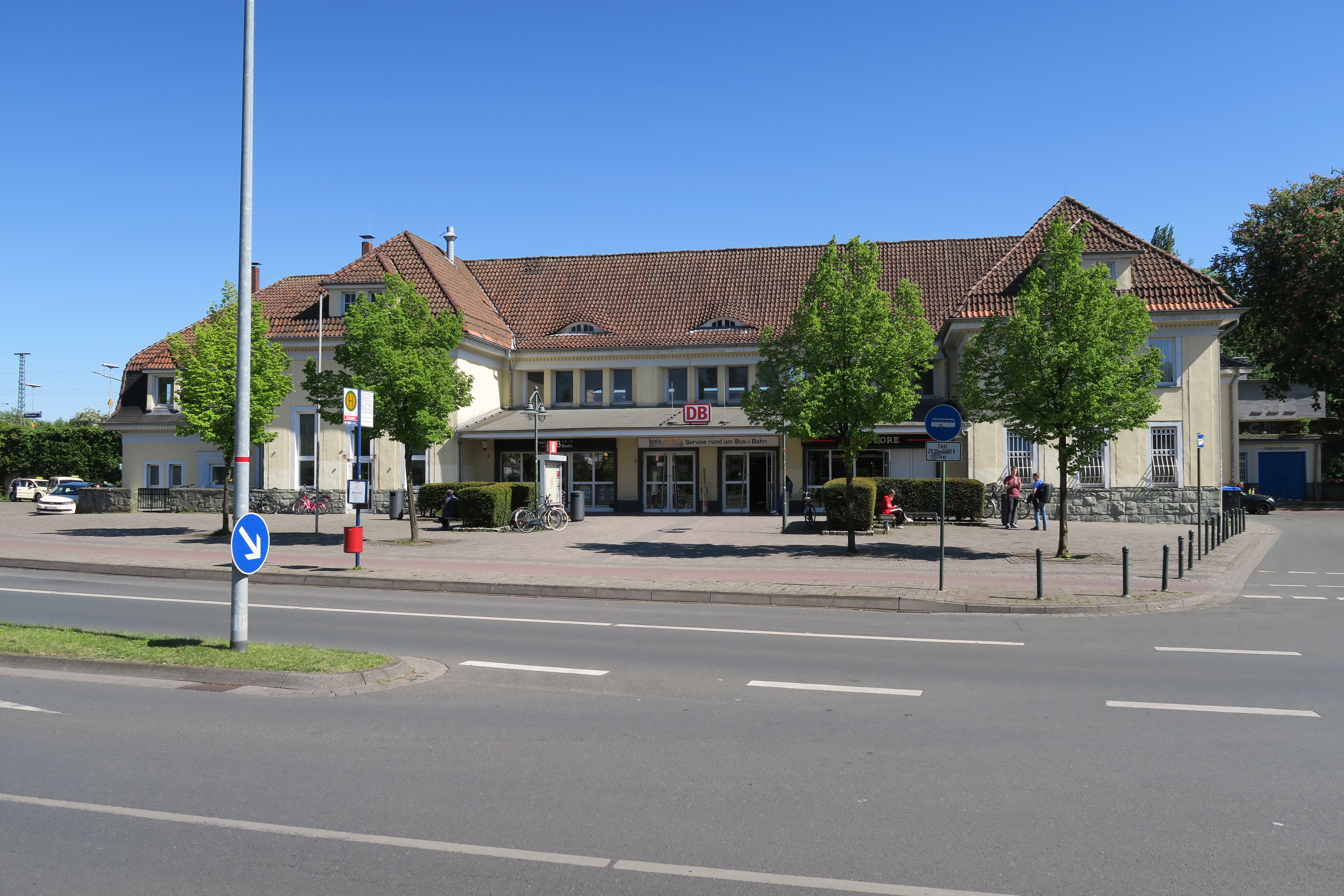
アーレン (ヴェストファーレン) 駅

#### 鉄道
アーレン (ヴェストファーレン) 駅は、ケルン - ミンデン本線にある駅である。この駅は、それぞれ1時間ごとにレギオナルエクスプレス RE 6「ヴェストファーレン・エクスプレス」デュッセルドルフ - ドルトムント - ハム - ビーレフェルト - ミンデン（運営: DBレギオ・ノルトライン＝ヴェストファーレン）とレギオナルバーン RB 69「エムス＝ベルデ鉄道」ミュンスター - ハム - ビーレフェルト（運営: オイロバーン）が発着する。このため、ハムおよびビーレフェルトへは30分ごとに利用が可能である。

#### バス
市内は、平日には 6本の市バス路線が運行している。地方バスと、週末および祝祭日のみ運行の夜行バスがアーレンとミュンスターとを結んでいる。

### 教育
- 基礎課程学校
  - アルベルト＝シュヴァイツァー＝シューレ

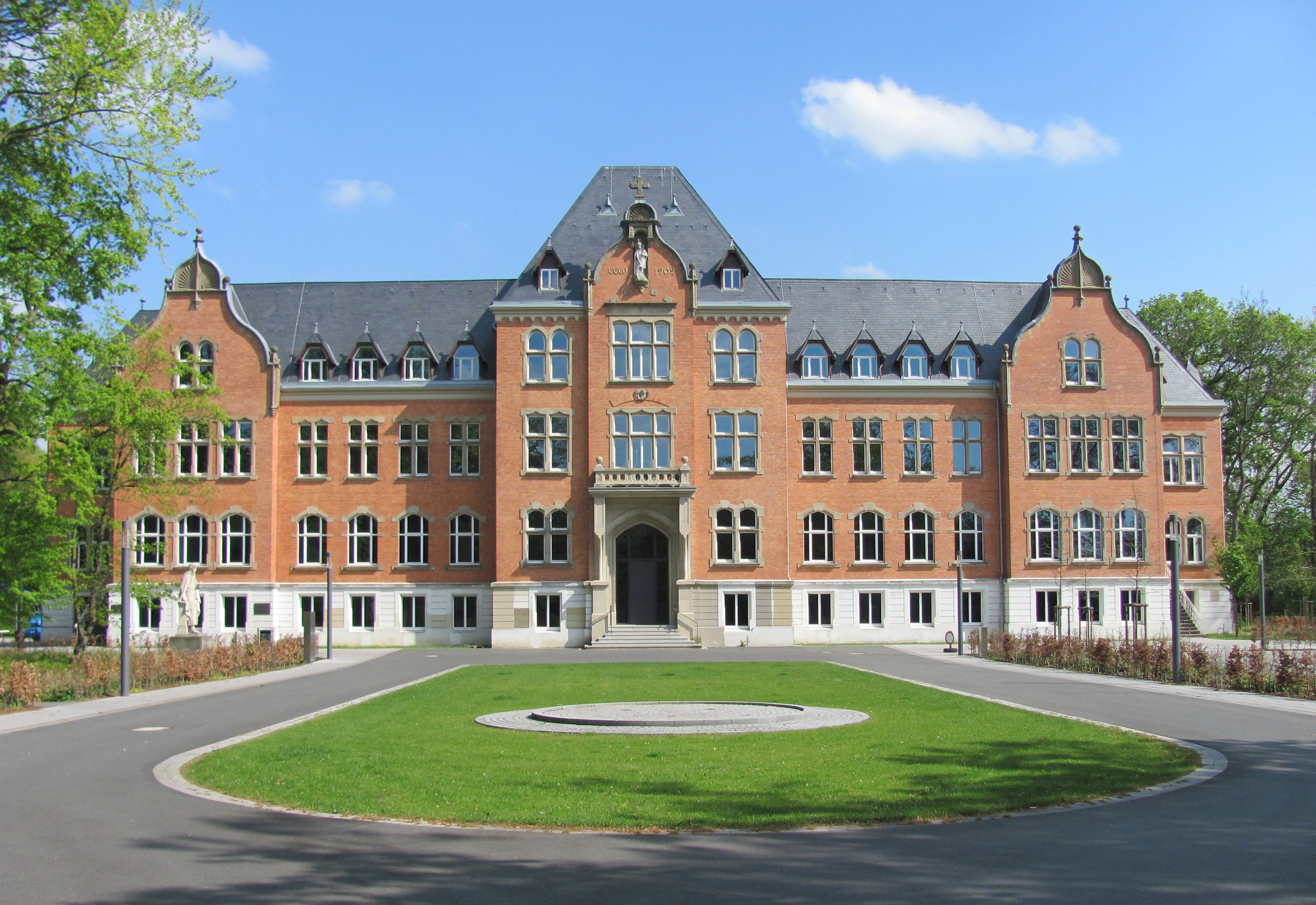
ギムナジウム聖ミヒャエル・アーレン

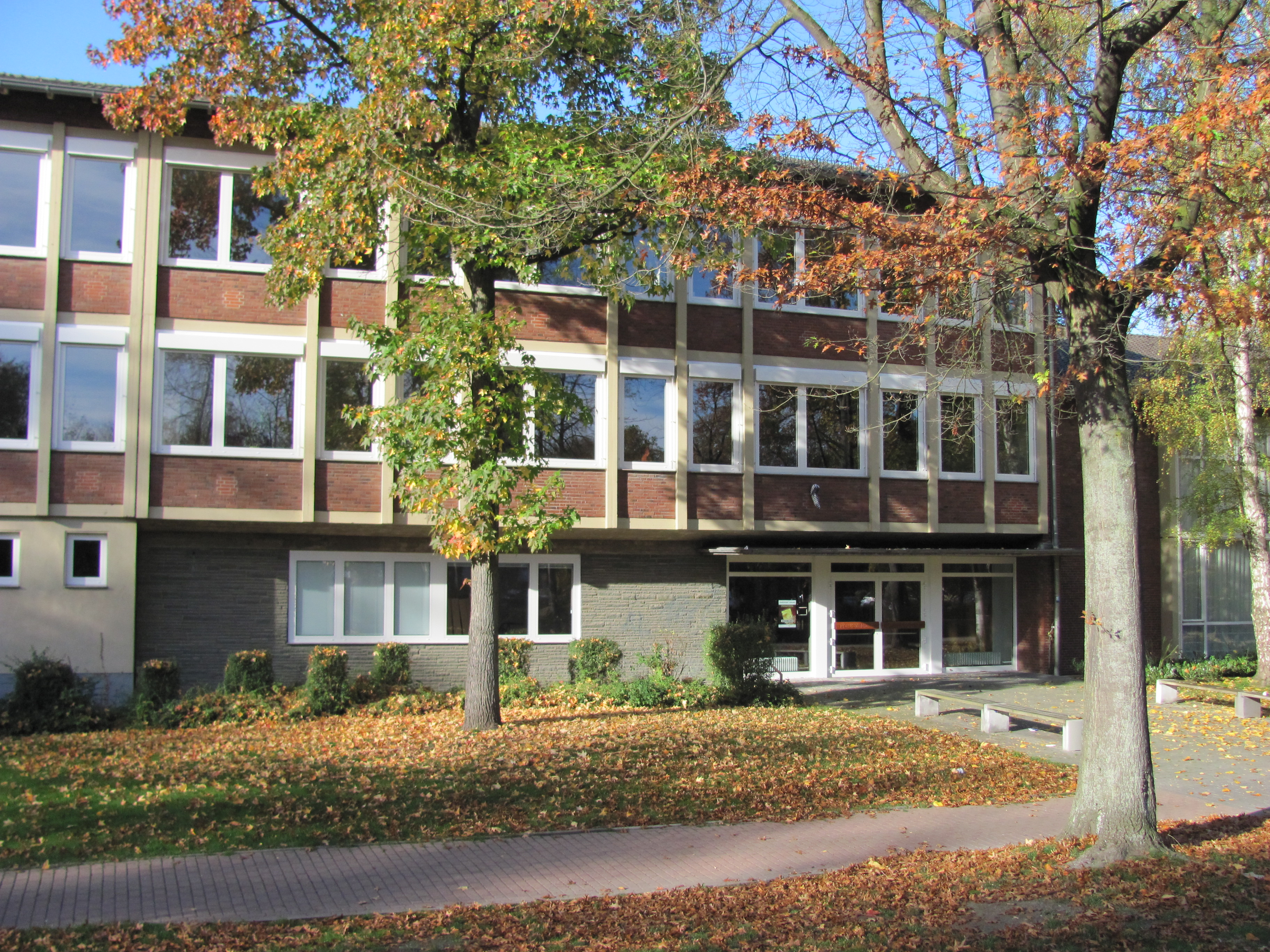
アーレン市立ギムナジウム

  - アウグスティン＝ヴィベルト＝シューレ（OT フォアヘルム）
  - バルバラシューレ
  - ディースターヴェークシューレ
  - ドン＝ボスコ＝シューレ
  - ランベルティシューレ（OT ドルベルク）
  - マンムートシューレ（旧フライリグラート・ウント・ルートグリ＝シューレ）
  - マリエンシューレ
  - マルティンシューレ
  - パウル＝ゲルハルト＝シューレ
- 本課程学校
  - GHS ボーデルシュヴィングシューレ（2014年以降閉校）
  - オーヴァーベルクシューレ
  - ゲシュヴィスター＝ショル＝シューレ
- 実科学校
  - アーレン市立実科学校
- ギムナジウム
  - ギムナジウム聖ミヒャエル[18]
  - アーレン市立ギムナジウム[19]
- 総合学校
  - フリッツ＝ヴィンター総合学校（ギムナジウムの上級課程を含む）[20]
- 養護学校
  - ヨハンナ＝ローゼ＝シューレ
  - レーゲンボーゲンシューレ
- 職業訓練学校
  - アーレン聖ミヒャエル職業補習高等専門学校[21]
  - 聖ヴィンチェンツ会治療教育専門学校
  - 公益教育センター GmbH の老人介護専門セミナー
  - アーレン職業補習高等専門学校聖フランツィスクス病院看護学校
  - アーレン職業補習高等専門学校オイローパシューレ[22]
  - 宝飾・金銀細工ヨーロッパ・アカデミー、FBZ アーレン

### 健康・医療
- 病院
  - 聖フランツィスクス病院（総合病院）
  - 聖フランツィスクス子供病院（総合病院）
  - 聖ロフス病院（精神科の外来クリニック）

## 文化と見所

### 建築

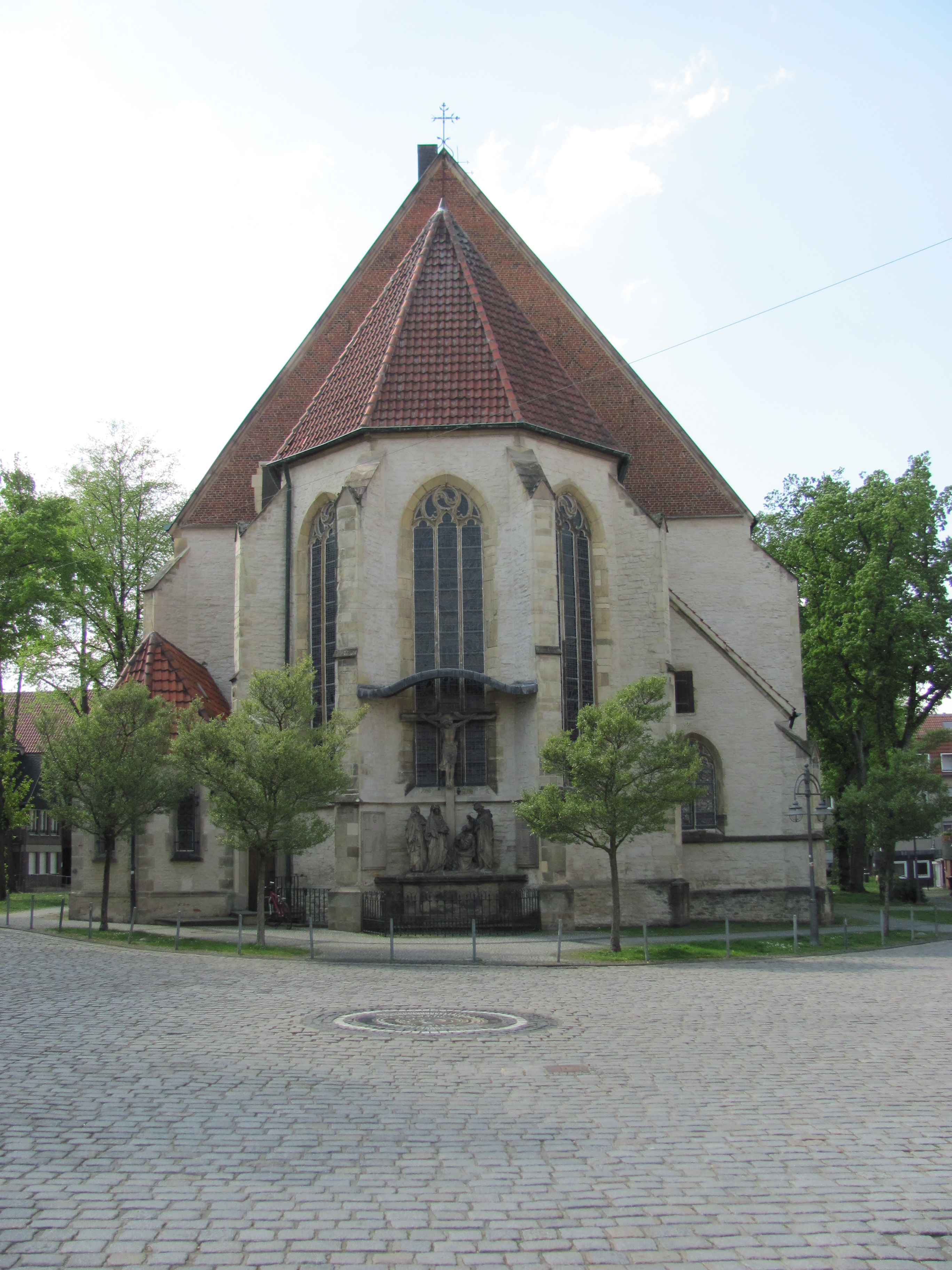
聖バルトロメウス教会

#### カトリックの聖バルトロメウス教区教会
カトリックの教区教会聖バルトロメウス教会は9世紀に創設された、ミュンスターラントで最も古い洗礼教会の1つである。現在の、おそらく1480年頃に建設された教会堂は、多角形の内陣を有する梁間4間の後期ゴシック様式ハレンキルヒェである。その一部、たとえば南壁の翼廊跡などは、ロマネスク様式の先代の建物から流用された。バロック様式化されたボンネット型屋根を戴く西塔は、1815年から1819年に新たに増築されたものである。調度品の中では、1512年の銘があるベルント・ブーニックマンの聖体安置塔が傑出している。紋章が刻まれたエピタフは1724年に製作された。

#### カトリックの聖マリエン教区教会
カトリックの教区教会聖マリエン教会は1285年頃に創設された。1902年から1904年に、聖堂建築家マインツのルートヴィヒ・ベッカーによって、古い建物があった場所に現在のネオゴシックのハレンキルヒェが建設された。南側に初期ゴシック様式の玄関が転用されている。トレサリー模様の装飾が豊かになされた16世紀初めの洗礼盤も先代の教会から引き継いだものである。光り輝く二重聖母像もこの頃に創られた。

#### 住宅
1668年と1744年の都市火災によって、市内中心部の古い建築は大部分が失われた。マルクト13番地のマンサード屋根を戴く簡素な木組み建築はその後の復興期にあたる18世紀後半に建設された。このほかの歴史的建造物としては、保護文化財に指定されているプシュテクライ邸がある。

#### 城兵の館
現在旅館として利用されており、ガイストヘーフェル邸としても知られているビショッピンクホーフ（フライハイト2番地）は、かつては7つあった城兵の館の1つである。この建物は、半切妻屋根を戴く3階建て、前面が漆喰塗りされた木組み建築で、おそらく17世紀後半に建設された。この館は、元々はアーレンの騎士家の所有であったが、婚姻によりアーレンの城兵ビショッピンク・ツー・ガイスト・ウント・ツー・プシュテクライ家の所有となった。エールス・ホーフ（ヴィルヘルム通り12番地）の敷地には、地下ホールを有する簡素な木組みのディーレンハウスがある。この建物の中核部分は16世紀に造られた。この内市街でおそらく最も古い世俗建造物は現在郷土博物館として利用されている。

### 博物館・美術館

#### 郷土博物館
郷土博物館は、アーレンやその周辺地域の歴史について学ぶ機会を提供している。テーマの重点は、農耕と農場生活、鉱業、都市の景観、市の歴史と考古学である。

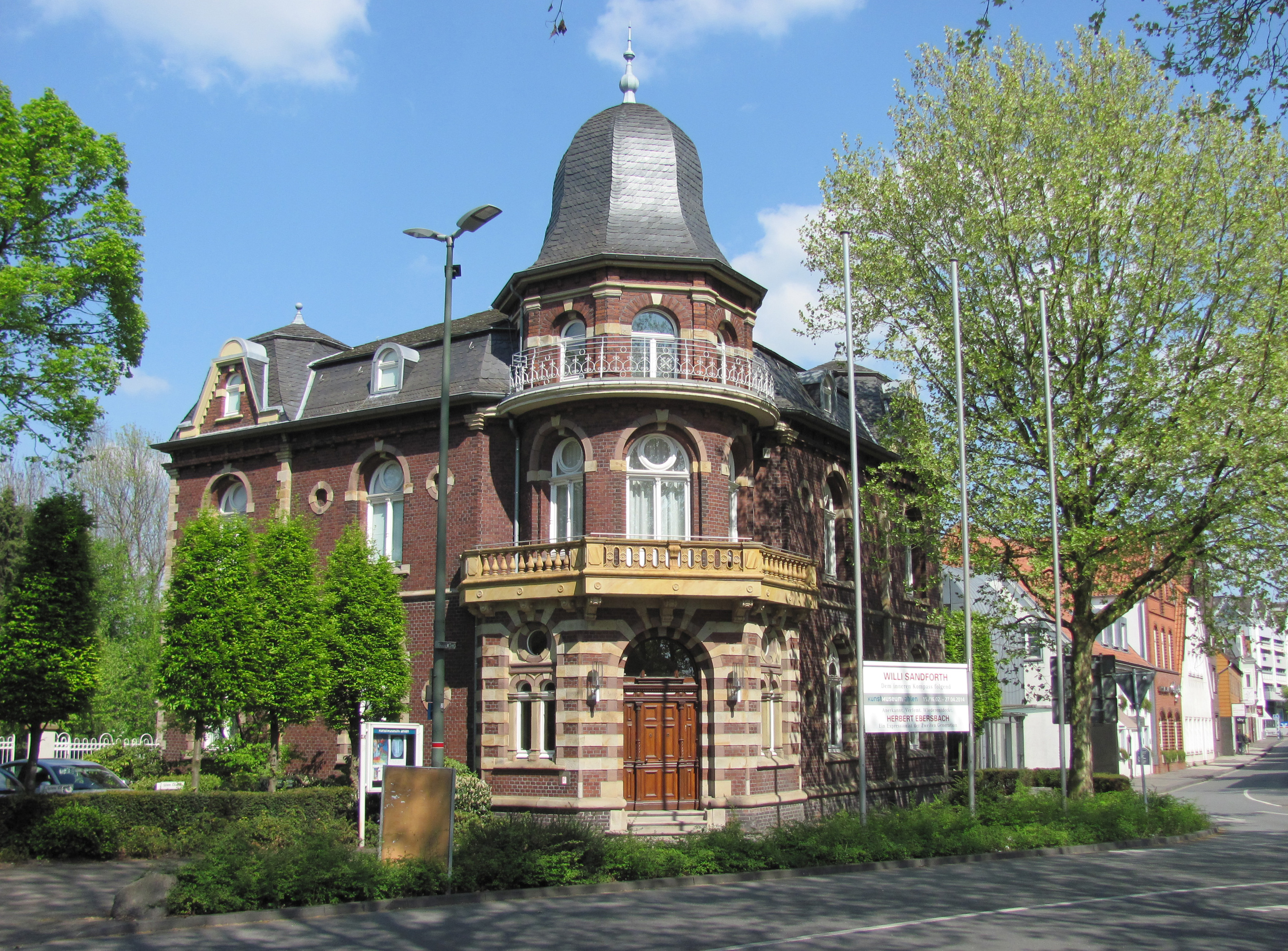
アーレン美術館

#### 美術館
1993年10月にオープンしたアーレン美術館は、20世紀の芸術作品を定期的に入れ替えて展示している。対象とする範囲は、古典的な近代芸術から、同時代の芸術作品までである。本市はこの美術館の運営について、2005年9月に亡くなったアーレンの企業家テオドール・F. ライフェルトの財団に依拠している。

#### 金細工師館の博物館
1984年に開館した金細工師館の博物館は、原子時計、天文時計、日時計、香時計、水時計、1585年からの機械時計といった時間を計測する歴史的な器具を展示している。第2の重点は、キリスト教やその他の世界の宗教の祭具である。展示品には以下のものが含まれる。
- 1000年以上におよぶキリスト教芸術作品
- 宗教的金細工作品と民衆の敬虔さを示す事物
- 家庭生活やシナゴーグにおけるユダヤ教宗教用具
- 仏教の宝物、宗教用具、仏像
- ヒンドゥー教の神の世界の展示
- ムスリムの宗教生活における用具

アーレン金細工師館の博物館は、ヨーロッパでも数少ない汎宗教博物館の1つでもある。

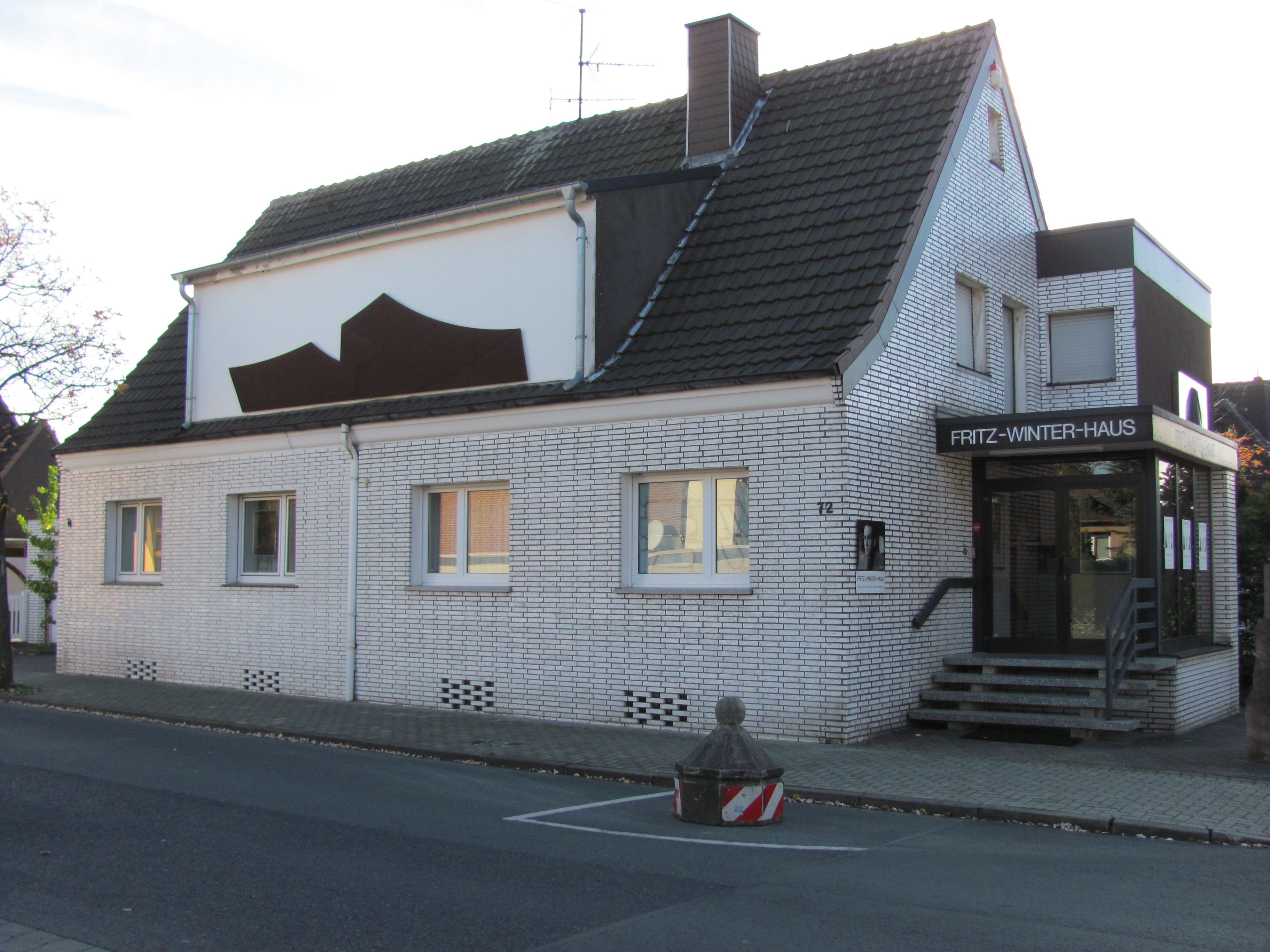
フリッツ＝ヴィンター＝ハウス

#### フリッツ＝ヴィンター＝ハウス
フリッツ・ヴィンターは、バウハウス派で戦後最も重要な画家の1人である。フリッツ・ヴィンター自身が、姪とともに、1975年にアーレンの老人ホームにフリッツ＝ヴィンター＝ハウスを創設した。展示のコンセプトは、優れた抽象芸術の展示である。

### クラブ、団体

#### アーレン芸術協会
アーレン芸術協会 (KVA) は1988年に設立され、同時代の若い芸術家のためのフォーラムとして運営されている。その活動の一環として1年に3 - 5作品の展示を行っている。「クンスト＝シュプール」などの様々なインスタレーションプロジェクトによって、KVA は公共空間における芸術発表に寄与している。また、芸術協会は、展覧会やアトリエの訪問ツアーやアーティストとの対話集会も行っている。さらに芸術協会の仲介で、芸術家による様々なプロジェクトが可能となっている。毎年恒例の限定版のグラフィック、彫刻、デザイン作品は、コレクションを充実・補足するために手ごろな価格で芸術作品を購入する機会を提供している。

#### イニツィアティーフェ・ビュルガーツェントルム・シューファブリーク e.V.
「イニツィアティーフェ・ビュルガーツェントルム・シューファブリーク e.V.」（積極的市民センター・シューファブリーク）は、1989年からアーレンの社会文化コミュニケーションセンターを運営している。その目標は、年齢制限や国家、宗教の境界がない「みんなのための」家を造ることにある。ビュルガーツェントルム・シューファブリークは、移民との融和、難民援助、青少年育成、ソーシャルネットワーキングと教育、文化振興といった問題についての意見交換の場である。指導者、協会、グループは交流会やイベントにシューファブリーク（製靴工場）を利用している。シューファブリークの食堂は、多くのアーレン住民にとってコミュニケーションの場でもある。シューファブリークでは年間平均100件のイベントが開催されている。アマチュア劇団の上演、風刺詩の朗読会、コンサートやダンスイベントが行われる。多彩なプロフェッショナルのプログラムを提供するとともに、同時に後進の育成を目指している。

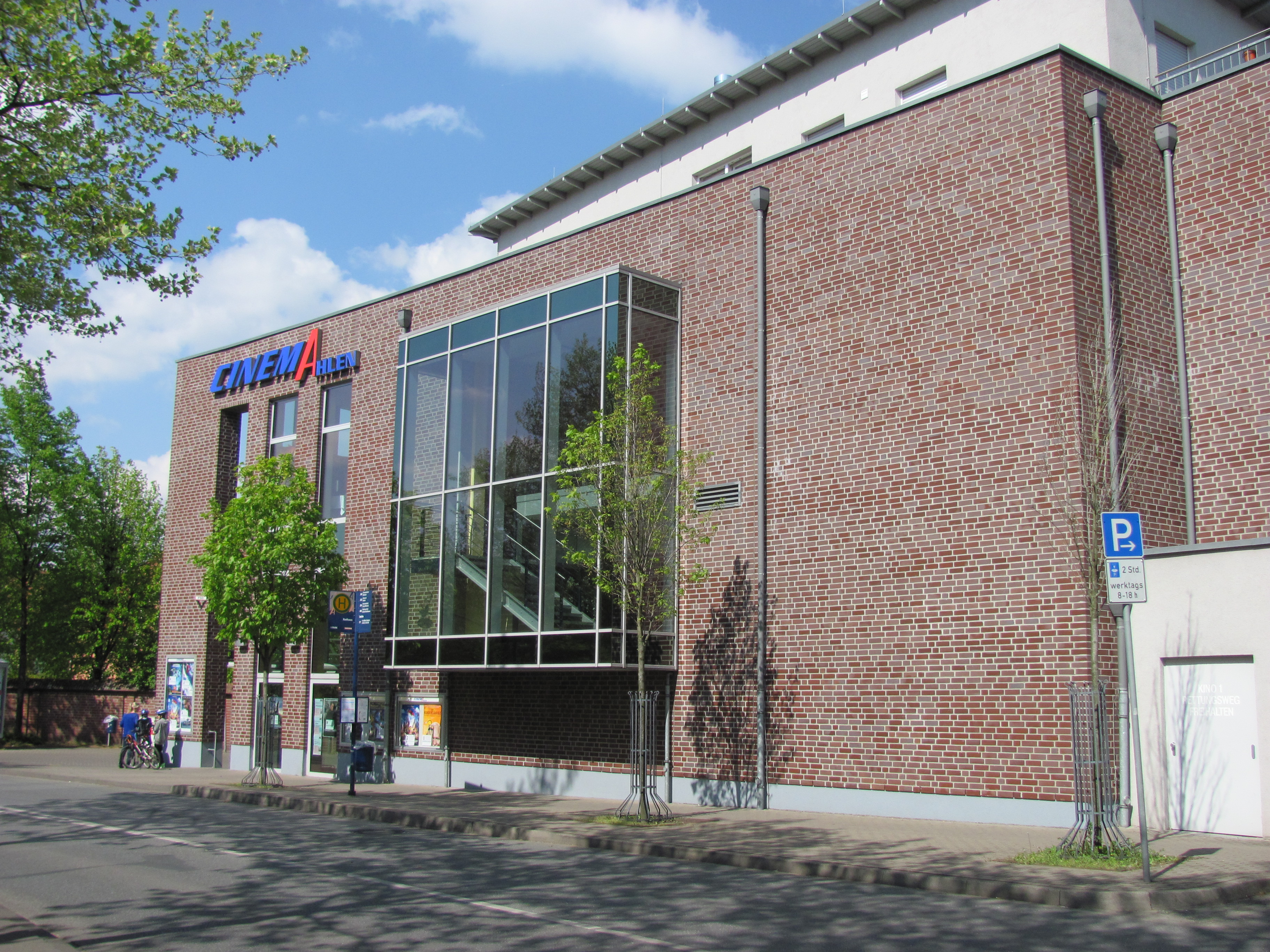
映画館「シネマーレン」

### 映画
2000年5月に古いアーレンの映画館が閉鎖され、2005年12月1日に新しく「シネマーレン」が開館した。4つのホールのうち、最大のステージは、演芸や演劇上演にも利用される。

### スポーツ
- バドミントン
  - TG-アーレン 1897 e.V. バドミントン
- バスケットボール
  - DJK フォアヴェルツ・アーレン
- ボクシング
  - BSK 27 アーレン
- ハンドボール
  - アーレン・スポーツ・ゲマインシャフト (ASG)、ハンドボールチームが3部リーグでプレイしていた。ASGは、2010/2011年シーズンにASV ハムと合併してHSG アーレン＝ハムが設立された。
- ダーツ
  - DSC アーレン、ダーツチームは NWDV（ノルトライン＝ヴェストファーレン・ダーツ協会）の第2リーグに所属している。
- サッカー
  - ロート・ヴァイス・アーレン、サッカーチームは2016/17年シーズン現在レギオナルリーガ・ヴェストに所属している[24]。
  - DJK フォアヴェルツ・アーレン
  - アーレナー SG
  - FSG アーレン
  - ASG アラメーアー・アーレン 1983
  - SKS アーレン
  - アーレン・シュポール・クリュビュ e.V. 2015
  - SPVGG ドルベルク
  - ヴェストファリア・フォアヘルム
- カヌー競技
  - カヌー＝フェライン・アーレン e.V.
- 陸上競技
  - LG アーレン
- ペタンク
  - ペタンク＝クラブ La Différence Ahlen e. V.
- 自転車競技
  - ラートシュポルトフロインデ 67 e.V. アーレン
- 乗馬競技
  - ライト・ウント・ファールフェライン・アーレン e.V.
- 水泳
  - アーレナー・シュポルトゲマインシャフト、ウォータースポーツ部門: オストヴェストファーレン＝リッペ地方で成功を収めている。NRWチャンピオンおよびドイツ・チャンピオンが所属したこともある。
- スキー競技
  - スキークラブ・アーレン 1960 e.V.
- テニス
  - TC BW 23 アーレン
  - アーレナー TC 75
  - TC ドルベルク
  - ヴェストファリア・フォアヘルム
- 卓球
  - DJK フォアヴェルツ・アーレン
  - アーレナー SG
  - アイントラハト・ドルベルク
  - ヴェストファリア・フォアヘルム
- 体操
  - TV アイニヒカイト・アーレン 1919 e.V.
- バレーボール
  - アーレナー SG

## 人物

### 出身者
- ハインリヒ・フォン・シュターデン（ドイツ語版、英語版）（1545年 - 1578年以後）作家、外交官
- クレメンス・アウグスト・フォン・ドロステ＝フィシェリング（1773年 - 1845年）ケルン大司教
- カスパール・フォン・ガイスマー（ドイツ語版、英語版）（1783年 - 1848年）ロシア皇帝ニコライ1世の副官
- フリードリヒ・ハイトマン（ドイツ語版）（1853年 - 1921年）建築家
- ヴェンデリン・ヴィーデキング（1952年 - ）実業家。ポルシェのCEO、フォルクスワーゲン役員
- クーロ・トーレス（1976年 - ）サッカー選手（スペイン代表）
- アレクサンダー・クラウス（ドイツ語版、英語版）（1983年 - ）歌手、俳優、
- クリスティアン・ズース（1985年 - ）卓球選手

### ゆかりの人物
- マックス・ライマン（ドイツ語版、英語版）（1898年 - 1977年）政治家、ドイツ共産党党首
- ロルフ・アルダク（ドイツ語版、英語版）（1968年 - ）自転車競技選手

## 訳注
1. ↑   Strunze は「自堕落な女」を意味し、ストロンチウム (Strontian) 採掘の好景気と坑夫の流入によって風紀が乱れたという地口となっている。
2. ↑  ドイツ北部で見られる家屋の建築様式で、大きな入り口扉を備えた広い土間を持つ建物。Diele = 玄関フロアで、北部では特に土間を意味する。